# Pat Patterson
Pat Patterson, nato Pierre Clermont (Montréal, 19 gennaio 1941 – Miami, 2 dicembre 2020), è stato un wrestler canadese naturalizzato statunitense.
Fu sotto contratto con la WWE dove svolse dopo il ritiro il ruolo di consulente creativo, e lottò anche con i nomi Lord Patrick Patterson e Pat Andrews. Fu inoltre l'inventore del Royal Rumble match, che si svolge annualmente in WWE, nel mese di gennaio.
Inoltre, è stato il primo detentore del WWF Intercontinental Championship.

## Carriera

### National Wrestling Alliance (1960–1979)

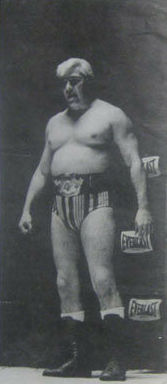
Patterson sul ring nel 1975

Pat Patterson debuttò nel 1958 a Montreal come "Pretty Boy" Pat Patterson. Lottò nella National Wrestling Alliance negli anni sessanta, dove riuscì a conquistare per dieci volte il titolo di coppia NWA San Francisco. Lottò spesso in coppia con Ray Stevens e insieme formavano un tag team heel chiamato "Blond Bombers". Sempre nella NWA San Francisco, conquista per sei volte il titolo United States.
Successivamente, Stevens effettuò un turn face ed ebbe una faida con Patterson che rimase heel, faida che culminò nel 1970 con la vittoria di Stevens, che vinse il titolo United States detenuto da Patterson.
Nel 1970 e nel 1971, indossò una maschera durante i combattimenti. Nel 1972, effettuò un turn face e vinse i titoli di coppia con Rocky Johnson. Nel 1975 e nel 1981, vinse la Cow Palace Battle Royal, considerata come la "Royal Rumble degli anni settanta" e alla quale lo stesso Patterson si ispirò per la creazione dell'attuale Royal Rumble. Lasciò la federazione nel 1979, dopo aver firmato un contratto con la WWF.

### World Wrestling Federation/Entertainment (1979–2020)

#### Inizi (1979–1984)
Nel 1979, Patterson debuttò in WWF da heel con The Grand Wizard come manager. Ebbe una faida con Ted DiBiase per il WWF North American Championship e con Bob Backlund per il WWF Championship. Patterson vinse il titolo North American il 19 giugno sconfiggendo Ted DiBiase slealmente, dopo averlo messo KO con un tirapugni. Tuttavia, poco tempo dopo la cintura tornò nelle mani di Backlund.
Nel settembre 1979, vinse un torneo a Rio de Janeiro dove unificò il WWF North American Championship con il South American Championship diventando il primo WWF Intercontinental Champion. Tuttavia, non c'è alcuna testimonianza scritta o un filmato di questo match. Comunque, è certo che Patterson effettuò un turn face durante il suo regno liberandosi del manager Grand Wizard e assumendo come manager "Captain" Lou Albano.
Perse il titolo contro Ken Patera il 21 aprile 1980 in un match dalle dubbie circostanze poiché pare che Patterson avesse toccato le corde durante lo schienamento finale.
Il 4 maggio 1981, combatté contro Sgt. Slaughter in un Alley Fight match al Madison Square Garden che diventò Match Of The Year della Wrestling Observer Newsletter.

#### Commentatore e WWE Hall of famer (1984–1999)
Patterson si ritirò dal wrestling nel 1985 e diventò commentatore. Nel 1990, lavorò nel settore di selezione dei nuovi talenti.
Nel 1996, fu inserito nella WWE Hall of Fame, introdotto da Bret Hart.

#### Aiutante di Mr. McMahon e apparizioni sporadiche (1999–2020)
Nel 1997, diventò aiutante di Mr. McMahon insieme a Gerald Brisco. I due aiutarono McMahon durante la sua faida con Steve Austin, Mankind e The Rock. Il 12 giugno 2000, Patterson riuscì a smascherare Kane. Vinse il WWF Hardcore Championship sconfiggendo Gerald Brisco. Perse il titolo contro Crash Holly durante un match contro Brisco per il titolo. Tuttavia, le regole del titolo Hardcore prevedevano che chiunque schienasse il campione, sarebbe divenuto tale.
Il titolo intercontinentale fu unificato con il World Heavyweight Championship il 20 ottobre 2002. Dopo essere stato brevemente abbandonato, il titolo venne rimesso in palio il 18 maggio 2003, dove Patterson presenziò a bordo ring. La battle royal fu vinta da Booker T che eliminò Christian da ultimo.
Il 22 luglio 2019 vinse il 24/7 Championship schienando Drake Maverick, ma lo perse poco dopo contro Gerald Brisco nel backstage della puntata speciale Raw Reunion.

## Vita privata
Patterson era dichiaratamente gay, avendo fatto coming out nei primi anni settanta. La sua sessualità non venne mai pubblicamente rivelata in nessuna storyline WWF/E fino al 2014 quando nel reality show in onda sul WWE Network WWE Legends' House, insieme ad altre leggende della WWE come Jimmy Hart, Jim Duggan, Roddy Piper e Howard Finkel, nella puntata del 12 giugno, durante un momento in cui tutti i partecipanti parlavano del passato e fuori dai loro personaggi, Patterson rivelò la propria omosessualità. Successivamente, tra le lacrime parlò della morte del compagno, Louie Dondero, per un infarto, dopo 40 anni di convivenza. NBC News descrisse Patterson come "la prima star del wrestling apertamente gay." La rivista People lo descrisse come la "prima star omosessuale del wrestling".
Negli anni sessanta, il dipartimento di giustizia dell'ufficio dell'immigrazione statunitense, passò diversi anni a cercare prove circostanziali dell'omosessualità di Patterson così da poterlo deportare in Canada. I documenti divulgati a seguito delle richieste del Freedom of Information Act mostrano che, come parte di un'indagine dell'ufficio di polizia di Portland sulla comunità gay locale, era stata segnalata la presenza di Patterson a "feste gay" e in bar gay della città e che Patterson era noto per rimorchiare prostituti a Portland. I documenti descrivono anche i sospetti degli agenti sul fatto che Louie Dondero fosse il partner sessuale di Patterson, nonché il suo agente, e che i due avessero una relazione sentimentale.

## Morte
Patterson morì il 2 dicembre 2020, in un ospedale di Miami, a causa di un cancro, all'età di 79 anni.

## Personaggio

### Mosse finali
- Atomic drop
- Diving knee drop
- Sleeper Hold

#### Soprannomi
- "Killer"
- "Pretty Boy"
- "Poopstain Patterson"

### Manager
- The Grand Wizard
- Lou Albano

## Titoli e riconoscimenti
- American Wrestling Association

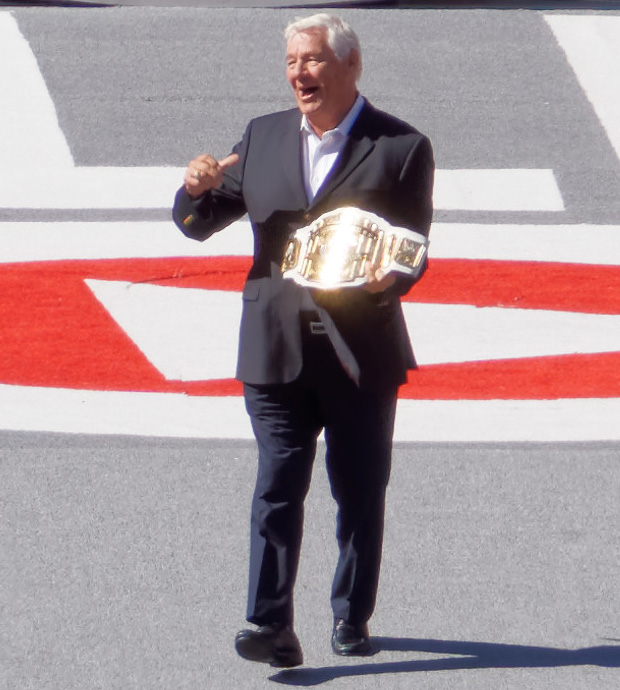
Pat Patterson mentre porta l'Intercontinental Championship sul ring, nell'occasione in palio per il Ladder match di WrestleMania 31. Patterson è stato il primo detentore della cintura, quando ancora era nota come WWF Intercontinental Championship

  - AWA World Tag Team Championship (1) – con Ray Stevens
- Championship Wrestling from Florida
  - NWA Florida Tag Team Championship (1) – con Ivan Koloff
  - NWA Florida Television Championship (1)
- Lutte Internationale
  - Canadian International Tag Team Championship (5) – con Raymond Rougeau (2) e Pierre Lefebvre (3)
- New Japan Pro-Wrestling
  - NWA North American Tag Team Championship (Los Angeles/Japan version) (1) – con Johnny Powers
- NWA Hollywood Wrestling
  - NWA Americas Heavyweight Championship (1)
- NWA San Francisco
  - NWA United States Heavyweight Championship (San Francisco version) (5)
  - NWA World Tag Team Championship (San Francisco version) (9) – con "Superstar" Billy Graham (1), con Pedro Morales (1), con Pepper Gomez (1), con Peter Maivia (1), con Moondog Mayne (1), con Rocky Johnson (3) e con Tony Garea (1)
- NWA Western States Sports
  - NWA Brass Knuckles Championship (Amarillo version) (1)
  - NWA North American Heavyweight Championship (Amarillo version) (1)
- Pacific Northwest Wrestling
  - NWA Pacific Northwest Heavyweight Championship (3)
  - NWA Pacific Northwest Tag Team Championship (2) – con The Hangman (1) e Tony Borne (1)
- Pro Wrestling Illustrated
  - PWI Stanley Weston Award (2004)
  - 110º nella classifica dei 500 migliori wrestlers di sempre su PWI Years (2003)
- World Championship Wrestling (Australia)
  - IWA World Tag Team Championship (1) – con Art Nelson
- World Wrestling Federation/Entertainment
  - WWE 24/7 Championship (1)
  - WWF Hardcore Championship (1)
  - WWF Intercontinental Heavyweight Championship (1)
  - WWF North American Championship (1)
  - WWF Hall of Fame (classe del 1996)